# Benur Paschajan
Benur Paschajan, armenisch Բենուր Փաշայան, (* 14. November 1959 in Asawreti bei Achalkalaki, Georgische SSR; † 13. Dezember 2019 in Jerewan, Armenien) war ein sowjetischer Ringer und armenischer Sportfunktionär. Er war 1982 und 1983 Weltmeister im griechisch-römischen Stil im Fliegengewicht.

## Werdegang
Benur Paschajan begann als Jugendlicher in Jerewan mit dem Ringen. Er konzentrierte sich dabei auf den griechisch-römischen Stil. 1977 wurde er sowjetischer Juniorenmeister und daraufhin bei der Junioren-Weltmeisterschaft dieses Jahres in Las Vegas eingesetzt. Dort siegte er im Papiergewicht vor Todor Jordanow aus Bulgarien und Takahashi Yamagishi aus Japan. 1978 wurde er erneut sowjetischer Juniorenmeister im Papiergewicht vor seinem armenischen Landsmann Nesserjan. Sein nächster Einsatz erfolgte aber erst bei der Junioren-Weltmeisterschaft 1979 in Haparanda, wo er sich den Weltmeistertitel im Fliegengewicht vor Heiko Röll aus der DDR und Stig A. Lundell aus Schweden sicherte.
Auch bei den Senioren konnte sich Benur Paschajan in der UdSSR bald im Spitzenfeld etablieren. Mit Wachtang Blagidse hatte er allerdings 1980 einen Ringer vor sich, der in diesem Jahr auch Olympiasieger und Europameister wurde.
1981 wurde Benur Paschajan bei der Europameisterschaft in Göteborg im Fliegengewicht eingesetzt und wurde dort mit Siegen über Heiko Röll, Stig A. Lundell, Leszek Majkowski, Polen, Taisto Halonen, Finnland und Lajos Rácz, Ungarn mit null Fehlpunkten Europameister. Bei der Weltmeisterschaft 1981 wurde wieder Wachtang Blagidse eingesetzt. Benur Paschajan ging aber auch noch bei der Universitäten-Weltmeisterschaft 1981 in Bukarest im Fliegengewicht an den Start und siegte auch dort vor Nicu Gângă aus Rumänien, Bang Dae-du aus Südkorea und Atsuji Miyahara aus Japan.
1982 wurde Benur Paschajan in Warna zuerst Europameister im Fliegengewicht vor Gheorghe Stefan, Rumänien, Roman Kierpacz, Polen und Lajos Rácz und holte sich in Kattowitz auch den Weltmeistertitel in dieser Gewichtsklasse vor Ljubomir Zekow, Bulgarien, Bang Dae-du, Lajos Rácz und Stefan Marian aus Rumänien.
1983 startete Benur Paschajan nur bei der Weltmeisterschaft in Kiew und gewann dort nach 1982 erneut den Weltmeistertitel im Fliegengewicht. Er ließ dabei Erol Kemah aus der Türkei, Ljubomir Zekow, Taisto Halonen und Roman Kierpacz hinter sich.
Bei der sowjetischen Meisterschaft 1984 wurde Benur Paschajan von Minseit Tasetdinow geschlagen, der daraufhin auch bei der Europameisterschaft eingesetzt wurde. Bei den Olympischen Spielen 1984 in Los Angeles konnte kein sowjetischer Ringer an den Start gehen, weil diese Spiele von der Sowjetunion boykottiert wurden. Benur Paschajan versuchte auch im Jahre 1985 noch sich für die Teilnahme an der Weltmeisterschaft und der Europameisterschaft zu qualifizieren, konnte sich gegen Minseit Tasetdinow aber nicht mehr durchsetzen. Benur Paschajan ging bei jeder internationalen Meisterschaft, die er bestritt, als Sieger von der Matte.
Er beendete 1986 seine internationale Ringerkarriere und schloss eine Sportlehrerausbildung ab. Anschließend wirkte er in Jerewan als Ringertrainer. In den Jahren 1999 und 2000 war er Präsident des Nationalen Olympischen Komitees von Armenien.

## Internationale Erfolge
| Jahr | Platz | Wettbewerb                                   | Gewichtsklasse | Einordnung |
| ---- | ----- | -------------------------------------------- | -------------- | --- |
| 1977 | 1.    | Junioren-WM (Juniors) in Las Vegas           | Papier         | vor Todor Todorow, Bulgarien, Takashi Yamagishi, Japan u. Hans Eglseer, Bundesrepublik Deutschland                |
| 1979 | 1.    | Junioren-WM (Espoirs) in Haparanda           | Fliegen        | vor Nikolai Widow, Bulgarien, Roman Kierpacz, Polen u. Taisto Halonen, Finnland                                   |
| 1981 | 1.    | Turnier in Västerås                          | Fliegen        | vor Lajos Rácz, Ungarn u. Reijo Haaparanta, Finnland                                                              |
| 1981 | 1.    | EM in Göteborg                               | Fliegen        | mit Siegen über Heiko Röll, DDR, Stig A. Lundell, Schweden, Leszek Majkowski, Polen, Taisto Halonen u. Lajos Rácz |
| 1981 | 1.    | Universitäten-WM in Bukarest                 | Fliegen        | vor Nicu Gângă, Rumänien, Bang Dae-du, Südkorea u. Atsuji Miyahara, Japan                                         |
| 1982 | 1.    | EM in Warna                                  | Fliegen        | vor Gheorghe Stefan, Rumänien, Roman Kierpacz, Polen u. Lajos Rácz                                                |
| 1982 | 1.    | Großer Preis der BRD in Freiburg im Breisgau | Fliegen        | vor Hans Eglseer u. Roman Kierpacz                                                                                |
| 1982 | 1.    | WM in Kattowitz                              | Fliegen        | vor Ljubomir Zekow, Bulgarien, Bang Dae-do, Lajos Rácz u. Stefan Marian, Rumänien                                 |
| 1983 | 1.    | WM in Kiew                                   | Fliegen        | vor Erol Kemah, Türkei, Ljubomir Zekow, Taisto Halonen u. Roman Kierpacz                                          |
| 1984 | 1.    | Großer Preis der BRD in Freiburg             | Fliegen        | vor Mihai Cișmaș, Rumänien, Tibor Jankovics, CSSR, Rıfat Yıldız, BRD u. Lars Rønningen, Norwegen                  |
| 1985 | 1.    | Großer Preis der BRD in Aschaffenburg        | Fliegen        | vor Rüdiger Wachs, DDR, Mihai Cișmaș, Kawamoto, Japan u. Rıfat Yıldız                                             |

Anm.: alle Wettbewerbe im griechisch-römischen Stil, WM = Weltmeisterschaft, EM = Europameisterschaft, Papiergewicht, damals bis 48 kg, Fliegengewicht, damals bis 52 kg Körpergewicht